# Far North Queensland
Far North Queensland najsjeverniji je dio australske države Queensland. Najveći grad regije je Cairns, a njome geografski dominira poluotok Cape York, koji se proteže na sjever do Torresovog tjesnaca, a na zapad do Zaljevske zemlje. Vode Torresovog tjesnaca uključuju jedinu međunarodnu granicu u području koje graniči s australskim kopnom, između Australije i Papue Nove Gvineje.